# Rüstəm Dastanoğlu
 (juillet 2025).
Rüstəm Dastanoğlu (Azéri : Rüstəm Dastan oğlu Məmmədov) né le 16 novembre 1960 à Ayrk, est un écrivain et publiciste azerbaïdjanais. Membre de l'Union des écrivains d'Azerbaïdjan et lauréat de la médaille Vagif Samadoghlu.

## Biographie
Rustam Dastanoghlu est né le 16 novembre 1960 dans le village de Dachkent, région de Basarketchar. Après avoir étudié à l'école secondaire rurale de Dachkent de 1967 à 1975, il a poursuivi ses études à l'internat de chimie-biologie n° 5 de Bakou, dont il a été diplômé en 1977.
En 1978, il est admis à l'Institut polytechnique de Kiev en Ukraine, se spécialisant en physique atomique, et obtient son diplôme de cet institut en 1984.
De 1985 à 1987, il a travaillé comme ingénieur chez "Azerénergie", et de 1987 à 1991, il a occupé les postes de chef de département et de chef adjoint de l'administration de la construction et de l'installation de Nouvelle-Bakou de l'entreprise d'État de construction et d'installation Azerénergie.
Il est marié et a quatre enfants.

## Œuvre
Les articles journalistiques, les récits et les écrits de Rustam Dastanoghlu sur l'économie ont commencé à être publiés dans la presse dans les années 1980.
Il est l'auteur du livre “Dachkent et son peuple”, publié en 2012. Le livre fournit des informations détaillées sur la population, l'histoire, les toponymes et la situation géographique du village de Dachkent, région de Goycha. Le 17 octobre 2013, une programme à propos de ce livre a été diffusée dans l'émission “Goboustan”sur la chaîne Medeniyyet TV. Le professeur Ibrahim Bayramov a exprimé des pensées positives sur le livre dans le programme.
En décembre 2022, son livre “L’ombre maison e de mes pensées” a été publié par la d’édition Ganun. Le livre comprend 216 pages. Le livre rassemble les histoires, les essais, les articles journalistiques, les interviews et d’autres exemples créatifs de l’auteur. L'auteur de la préface du livre est Orkhan Fikratoghlu, l'éditeur est Araz Yagouboghlu et le correcteur d'épreuves est Asifa Efendiyeva. Le 4 février 2023, une cérémonie de présentation du livre a eu lieu à la Bibliothèque scientifique centrale de l'ANAS. Les critiques littéraires Asad Jahangir et Yachar Aliyev ont donné un rapport détaillé sur le livre.
Les histoires "La Nostalgie de la Solitude", "L'Âme de la Terre" et "Le Chemin", publiées dans le livre, ont suscité un grand intérêt chez les lecteurs azerbaïdjanais à l'époque. En particulier, l'histoire "La Nostalgie de la Solitude" a été publiée en 1989 dans le magazine "Ulduz" et a gagné l'admiration de milliers de lecteurs.

## Carrière
De 1992 à 1994, il a organisé la participation des représentants de la culture azerbaïdjanaise aux festivals internationaux en Turquie.
Il a occupé le poste de directeur des affaires commerciales chez "Nouveau Film".
Grâce au soutien de Rustam Dastanoghlu, en juin 2011, la Télévision Azerbaïdjanaise a réalisé un film sur Achig Hajı Goytchali, et ce film a été diffusé dans l'émission “Yurd yeri”.
Rustam Dastanoghlu est l'auteur de l'idée du film documentaire de longue durée “Retour”, réalisé en 2018 sur le scénario d'Orkhan Fikratoghlu et sous la direction de Rufat Asadov, concernant le médecin militaire Imran Gourbanov de la guerre du Karabagh.
En 2021, avec le parrainage et l'idée originale de Rustam Dastanoghlu, le livre intitulé “La lumière de la parole” d'Achig Alasgar a été publié en géorgien. Le livre a été publié en tant que contribution aux célébrations du 200e anniversaire d'Achig Alasgar. Le 6 août 2021, le livre a été présenté à l'Union des écrivains d'Azerbaïdjan.
En 2022, il a sponsorisé le manuel intitulé “Rhumatologie” destiné aux étudiants de l'Université de médecine d'Azerbaïdjan.
La fondation Dastanoğlu, fondée par Rustam Dastanoghlu, organise chaque année un concours de prose au nom de Yusif Samedoghlu et récompense les trois lauréats par la fondation.
Il est membre de l'Union des écrivains d'Azerbaïdjan.

## Récompenses
Le 5 mars 2022, il a été décoré de la médaille du jubilé  “Achig Alasgar  – 200”.
Le 28 janvier 2025, il a été décoré de la médaille Vagif Samadoghlu.